# Les Trois-Moutiers
Les Trois-Moutiers é uma comuna francesa na região administrativa da Nova Aquitânia, no departamento de Vienne. Estende-se por uma área de 35,94 km². Em 2010 a comuna tinha 1 088 habitantes (densidade: 30,3 hab./km²).